# Sumberkembar (Pakuniran)
Sumberkembar is een bestuurslaag in het regentschap Probolinggo van de provincie Oost-Java, Indonesië. Sumberkembar telt 2161 inwoners (volkstelling 2010).